# Doto cuspidata
Doto cuspidata is een slakkensoort uit de familie van de kroonslakken (Dotidae). De wetenschappelijke naam van de soort werd in 1862 voor het eerst geldig gepubliceerd door Alder & Hancock.

## Beschrijving
Doto cuspidata is een grauwe, donkergekleurde zeenaaktslak zonder eindvlekken op de ceratale tuberkels. De rinofoorscheden zijn aan de randen licht geschulpt. Het lichaam is roomwit maar verduisterd door strepen bruin of zwart pigment. Er is een lichtere concentratie van witte klieren in de tuberkels van de cerata en bruin of zwart gevlekt pigment over de ceratale oppervlakken. Het is een grotere Doto-soort met een lengte van 25 mm.
Deze soort lijkt zich uitsluitend te voeden met de vertakte kranspoliep (Nemertesia ramosa), en zich normaal gesproken verbergt in de buurt van de basis van deze hydroïdpoliep. De eisnoer is een losse harmonica van geel lint.

## Verspreiding
Doto cuspidata wordt gevonden tot ver naar het zuiden als Lundy in het Kanaal van Bristol, maar komt vaker voor in het noordelijke deel van de Britse Eilanden. De meeste waarnemingen zijn afkomstig uit Strangford Lough en de Ierse Zee.